# Tre'Shawn Thurman
Tre'Shawn Thurman (Omaha, 15 december 1995) is een Amerikaans basketballer.

## Carrière
Thurman speelde collegebasketbal voor de Omaha Mavericks van 2014 tot 2017 en daarna tot 2019 voor de Nevada Wolf Pack. In 2019 werd hij niet gekozen in de NBA draft maar tekende in oktober wel een contract bij de Detroit Pistons een paar dagen werd dat alweer ontbonden. Hij kreeg dan een contract van de opleidingsploeg van Detroit de Grand Rapids Drive en speelde er van 2019 tot 2020. Hij speelde daarna voor de Omaha's Finest uit de The Basketball League. In oktober 2021 ging hij spelen voor de Stockton Kings uit de NBA G League. In 2022 speelde hij met de Omaha Blue Crew in de The Basketball Tournament.
Voor het seizoen 2022/23 tekende Thurman bij de Belgische eersteklasser BC Oostende, hij werd met Oostende Belgisch landskampioen. Na een seizoen verliet hij Oostende en tekende in de zomer van 2023 bij de Litouwse eersteklasser BC Wolves. Hij speelde er ook in het seizoen 2024/25.
In 2021 speelde hij enkele kwalificatiewedstrijden voor de Amerikaanse nationale ploeg voor de AmeriCup.

## Erelijst
- Belgisch landskampioen: 2023